# ۱۵۷ (قمری)
۱۵۷ (قمری)، صد و پنجاه و هفتمین سال در گاهشماری هجری قمری است. اول محرم این سال برابر با بیست و پنجم نوامبر سال ۷۷۳ میلادی است.